# قائمة أكبر الأنهار التي ليس عليها سدود
هذه قائمة بأكبر أحواض الأنهار دون تجزئة السدود في مستجمعاتها، مرتبة حسب متوسط التصريف السنوي. للتأهل للإدراج، يجب ألا يكون للنهر سدود على ساقه "الرئيسي" فحسب، بل يجب ألا يكون له أيضا سدود على أي رافد. لهذا السبب، يستبعد الأنهار العالمية الرئيسية مثل الأمازون ولينا وإيراوادي وآمور وفراسر بسبب السدود على تيارات الروافد.
العديد من الأنهار في هذه القائمة لديها تصريفات غير مؤكدة. باستثناء تلك الموجودة في روسيا، نادرا ما تم وضع مقاييس التيار (إن وجدت) على غالبية أكبر أنظمة الأنهار غير المجزأة، بسبب بعد و/أو صلابة التضاريس التي تقع فيها. بصرف النظر عن الذبابة التي من الواضح أنها الأكبر، فإن جميع الرتب المدرجة هنا ليست مؤكدة تماما، وهناك أيضا عدد من الأنهار في سوندالاند التي قد تكون مؤهلة ببيانات تصريف موثوقة، مثل كابواس.
| مفتاح لون القارة | مفتاح لون القارة | مفتاح لون القارة | مفتاح لون القارة | مفتاح لون القارة | مفتاح لون القارة |
| ---------------- | ---------------- | ---------------- | ---------------- | ---------------- | ---------------- |
| أفريقيا          | آسيا             | أروبا            | أمريكا الشمالية  | أوقيانوسيا       | أمريكا الجنوبية  |

| أكثر من 100 كيلومتر مكعب (24 ميل مكعب) | 75 إلى 100 كيلومتر مكعب (18 إلى 24 ميل مكعب) | من 50 إلى 75 كيلومترا مكعبا (12 إلى 18 ميل مكعب) | أقل من 50 كيلومترا مكعبا (12 ميل مكعب) |

| ترتيب                                                                                          | نهر               | دول الحوض                             | طول أطول قناة             | منطقة الصرف الصحي                   | متوسط التفريغ (m3/s)                      | متوسط التفريغ السنوي           | فم                     | ملاحظات                                                                                                 |
| ---------------------------------------------------------------------------------------------- | ----------------- | ------------------------------------- | ------------------------- | ----------------------------------- | ----------------------------------------- | ------------------------------ | ---------------------- | --- |
| 1                                                                                              | نهر فلي           | بابوا غينيا الجديدة إندونيسيا         | 1,050 كيلومتر (650 ميل)   | 76,000 كيلومتر مربع (29,000 ميل2)   | 7,000 متر مكعب لكل ثانية (250,000 قدم3/ث) | 220 كيلومتر مكعب (53 ميل3)     | خليج بابوا ‏            | أكبر نهر بدون سد في مستجمعاته                                                                           |
| 2                                                                                              | نهر مامبيرامو     | إندونيسيا                             | 1,112 كيلومتر (691 ميل)   | 78,992 كيلومتر مربع (30,499 ميل2)   | 5,500 متر مكعب لكل ثانية (190,000 قدم3/ث) | 170 كيلومتر مكعب (41 ميل3)     | المحيط الهادئ          | ثاني أكبر نهر في إندونيسيا بعد نهر كابواس .                                                             |
| 3                                                                                              | سيبيك             | بابوا غينيا الجديدة إندونيسيا         | 1,126 كيلومتر (700 ميل)   | 80,321 كيلومتر مربع (31,012 ميل2)   | 5,000 متر مكعب لكل ثانية (180,000 قدم3/ث) | 157.7 كيلومتر مكعب (37.8 ميل3) | المحيط الهادئ          | غالبا ما يعتبر أكبر نظام نهري نقي تماما في العالم                                                       |
| 4                                                                                              | نهر بيتشورا       | روسيا                                 | 1,809 كيلومتر (1,124 ميل) | 322,000 كيلومتر مربع (124,000 ميل2) | 4,533 متر مكعب لكل ثانية (160,200 قدم3/ث) | 143.1 كيلومتر مكعب (34.3 ميل3) | المحيط المتجمد الشمالي | بمجرد أن يكون موضوع نقل محتمل للمياه إلى نهر الفولغا .                                                  |
| 5                                                                                              | نهر أتراتو        | كلومبيا                               | 750 كيلومتر (470 ميل)     | 38,600 كيلومتر مربع (14,900 ميل2)   | 4,140 متر مكعب لكل ثانية (146,000 قدم3/ث) | 131 كيلومتر مكعب (31 ميل3)     | البحر الكاريبي         | بعض التقديرات تضع التفريغ أعلى بكثير - ربما تضع أتراتو في المرتبة الثانية بعد الذبابة                   |
| 6                                                                                              | نهر كالادان       | بورما الهند                           | 350 كيلومتر (220 ميل)     | 30,500 كيلومتر مربع (11,800 ميل2)   | 3,476 متر مكعب لكل ثانية (122,800 قدم3/ث) | 110 كيلومتر مكعب (26 ميل3)     | خليج البنغال           | التفريغ المقدر في غياب مقاييس التيار. مشروع التجريف من قبل حكومتي الهند وميانمار .                      |
| 7                                                                                              | كيكوري            | بابوا غينيا الجديدة                   | 320 كيلومتر (200 ميل)     | 23,300 كيلومتر مربع (9,000 ميل2)    | 3,274 متر مكعب لكل ثانية (115,700 قدم3/ث) | 103 كيلومتر مكعب (25 ميل3)     | خليج بابوا             | |
| 8                                                                                              | نهر خاتانجا       | روسيا (كراسنويارسك كراي)              | 1,150 كيلومتر (710 ميل)   | 364,000 كيلومتر مربع (141,000 ميل2) | 3,200 متر مكعب لكل ثانية (110,000 قدم3/ث) | 101 كيلومتر مكعب (24 ميل3)     | المحيط المتجمد الشمالي | معظم نظام الأنهار الكبيرة في الشمال في العالم، مع أقصى خط شجرة في الشمال في الحوض .                     |
| 9                                                                                              | نهر بوراري        | بابوا غينيا الجديدة                   | 470 كيلومتر (290 ميل)     | 33,670 كيلومتر مربع (13,000 ميل2)   | 3,000 متر مكعب لكل ثانية (110,000 قدم3/ث) | 95 كيلومتر مكعب (23 ميل3)      | خليج بابوا             | السد الكهرومائي الذي اقترحته حكومة كوينزلاند، لذلك قد تحتاج إلى إزالته من القائمة                       |
| 10                                                                                             | نهر بياسينا       | روسيا (كراسنويارسك كراي)              | 818 كيلومتر (508 ميل)     | 182,000 كيلومتر مربع (70,000 ميل2)  | 2,260 متر مكعب لكل ثانية (80,000 قدم3/ث)  | 71 كيلومتر مكعب (17 ميل3)      | المحيط المتجمد الشمالي | نوريلسك، المدينة الأكثر شمالا أكثر من 100000، تقع على الجذع الرئيسي للنهر                               |
| 11                                                                                             | نهر ايسيكويبو     | غيانا فنزويلا                         | 1,000 كيلومتر (620 ميل)   | 69,000 كيلومتر مربع (27,000 ميل2)   | 2,213 متر مكعب لكل ثانية (78,200 قدم3/ث)  | 70 كيلومتر مكعب (17 ميل3)      | البحر الكاريبي         | أكبر نهر غير مجزأ تماما يتدفق إلى المحيط الأطلسي .                                                      |
| 12                                                                                             | نهر أنادير        | روسيا                                 | 1,150 كيلومتر (710 ميل)   | 191,000 كيلومتر مربع (74,000 ميل2)  | 2,020 متر مكعب لكل ثانية (71,000 قدم3/ث)  | 64 كيلومتر مكعب (15 ميل3)      | خليج انادير            | |
| 13                                                                                             | نهر كوسكوكويم     | ألاسكا (الولايات المتحدة)             | 1,165 كيلومتر (724 ميل)   | 120,000 كيلومتر مربع (46,000 ميل2)  | 1,900 متر مكعب لكل ثانية (67,000 قدم3/ث)  | 60 كيلومتر مكعب (14 ميل3)      | بحر برينغ              | أكبر نهر غير مجزأ في أمريكا الشمالية. توجد سدود صغيرة على روافد يوكون، التي تشترك معها في دلتا رئيسية . |
| 14                                                                                             | نهر إنديغيركا     | روسيا (ياقوتيا)                       | 1,726 كيلومتر (1,072 ميل) | 360,400 كيلومتر مربع (139,200 ميل2) | 1,810 متر مكعب لكل ثانية (64,000 قدم3/ث)  | 57 كيلومتر مكعب (14 ميل3)      | المحيط المتجمد الشمالي | أويمياكون، غالبا ما ينظر إليه على أنه القطب الشمالي للبرد، ويقع على الجذع الرئيسي للنهر .               |
| 15                                                                                             | تيناسيريم العظيم  | ميانمار                               | 300 كيلومتر (190 ميل)     | 17,673 كيلومتر مربع (6,824 ميل2)    | 1,788 متر مكعب لكل ثانية (63,200 قدم3/ث)  | 56 كيلومتر مكعب (13 ميل3)      | بحر أندمان             | التفريغ المقدر في غياب مقاييس التيار .                                                                  |
| 16                                                                                             | نهر كوبر (ألاسكا) | ألاسكا (الولايات المتحدة)             | 460 كيلومتر (290 ميل)     | 63,000 كيلومتر مربع (24,000 ميل2)   | 1,700 متر مكعب لكل ثانية (60,000 قدم3/ث)  | 54 كيلومتر مكعب (13 ميل3)      | المحيط الهادئ          | |
| 17                                                                                             | نهر ستيكين        | كندا ألاسكا (الولايات المتحدة)        | 539 كيلومتر (335 ميل)     | 52,000 كيلومتر مربع (20,000 ميل2)   | 1,600 متر مكعب لكل ثانية (57,000 قدم3/ث)  | 51 كيلومتر مكعب (12 ميل3)      | المحيط الهادئ          | |
| 18                                                                                             | نهر تاز           | روسيا                                 | 1,401 كيلومتر (871 ميل)   | 150,000 كيلومتر مربع (58,000 ميل2)  | 1,540 متر مكعب لكل ثانية (54,000 قدم3/ث)  | 49 كيلومتر مكعب (12 ميل3)      | بحر كارا               | |
| 19                                                                                             | نهر كورانتين      | سورينام عيانا                         | 765 كيلومتر (475 ميل)     | 69,000 كيلومتر مربع (27,000 ميل2)   | 1,500 متر مكعب لكل ثانية (53,000 قدم3/ث)  | 47 كيلومتر مكعب (11 ميل3)      | المحيط الاطلسي         | |
| 20                                                                                             | نهر سوسيتنا       | ألاسكا (الولايات المتحدة)             | 504 كيلومتر (313 ميل)     | 63,400 كيلومتر مربع (24,500 ميل2)   | 1,400 متر مكعب لكل ثانية (49,000 قدم3/ث)  | 44 كيلومتر مكعب (11 ميل3)      | المحيط الهادئ          | سدود الطاقة الكهرومائية المقترحة في الوقت الحالي، لذلك قد لا تبقى على القائمة إلى أجل غير مسمى          |
| 21                                                                                             | نهر ثيلون         | كندا (نونافوت)                        | 900 كيلومتر (560 ميل)     | 239,332 كيلومتر مربع (92,407 ميل2)  | 1,380 متر مكعب لكل ثانية (49,000 قدم3/ث)  | 44 كيلومتر مكعب (11 ميل3)      | مدخل تشيسترفيلد        | |
| 22                                                                                             | نهر شاري          | تشاد الكاميرون جمهورية إفريقيا الوسطي | 949 كيلومتر (590 ميل)     | 548,747 كيلومتر مربع (211,872 ميل2) | 1,200 متر مكعب لكل ثانية (42,000 قدم3/ث)  | 38 كيلومتر مكعب (9.1 ميل3)     | بحيرة تشاد             | \| فقط نهر الأراضي الجافة الذي يزيد تصريفه عن 10 كيلومترات مكعبة (2.40 ميل مكعب) لا يتأثر بالسدود \|    |
| 23                                                                                             | نهر اولينيوك ‏     | روسيا (ساخا)                          | 2,270 كيلومتر (1,410 ميل) | 219,300 كيلومتر مربع (84,700 ميل2)  | 1,090 متر مكعب لكل ثانية (39,000 قدم3/ث)  | 35 كيلومتر مكعب (8.4 ميل3)     | المحيط المتجمد الشمالي | |
| 24                                                                                             | نهر كامتشاتكا ‏    | روسيا                                 | 758 كيلومتر (471 ميل)     | 56,300 كيلومتر مربع (21,700 ميل2)   | 1,050 متر مكعب لكل ثانية (37,000 قدم3/ث)  | 33 كيلومتر مكعب (7.9 ميل3)     | المحيط الهادئ          | |
| 25                                                                                             | لالواي            | بابوا غينيا الجديدة (جزيرة بوغاينفيل) | 35 كيلومتر (22 ميل)       | 464 كيلومتر مربع (179 ميل2)         | 40 متر مكعب لكل ثانية (1,400 قدم3/ث)      | 1.3 كيلومتر مكعب (0.31 ميل3)   | المحيط الهادئ          | سدود الطاقة الكهرومائية المقترحة في الوقت الحالي , لذلك قد لا تبقى على القائمة بشكل دائم                |
| فقط نهر الأراضي الجافة الذي يزيد تصريفه عن 10 كيلومترات مكعبة (2.40 ميل مكعب) لا يتأثر بالسدود |                   |                                       |                           |                                     |                                           |                                |                        | |

## قائمة المراجع
1. ↑  David، Lawrence؛ Tim، Cansfield-Smith (1990). Sustainable Development for Traditional Inhabitants of the Torres Strait Region. مؤرشف من الأصل في 2024-05-03.
2. ↑  Joesron، Loebis. Country Report Implementation of Demonstration Project Mamberamo River Basin INDONESIA. مؤرشف من الأصل في 2024-05-03.
3. ↑  Ernst، Loffler (1977). Geomorphology of Papua New Guinea (PDF). مؤرشف من الأصل (PDF) في 2024-04-16.
4. ↑  "Flooding Analysis at the Atrato River's watershed in Colombia" (PDF). مؤرشف من الأصل (PDF) في 2024-05-03.
5. ↑  Wilmar، Loaiza Cerón (2020). "Streamflow Intensification Driven by the Atlantic Multidecadal Oscillation (AMO) in the Atrato River Basin, Northwestern Colombia". Water. ج. 12: 216. DOI:10.3390/w12010216. hdl:10251/176393.
6. ↑  Hooper, Bruce Peter; Integrated River Basin Governance: Learning from International Experiences; p. 286. (ردمك 9781843390886)
7. ↑  Energy، Origin (4 يناير 2016). "Media Centre - Origin Energy". www.originenergy.com.au. مؤرشف من الأصل في 2024-05-03.
8. ↑  Rongxing Guo; Territorial Disputes and Resource Management: A Global Handbook; p. 109. (ردمك 9781600214455)
9. ↑  "Streamflow Record Extension for Selected Streams in the Susitna River Basin, Alaska" (PDF). مؤرشف من الأصل (PDF) في 2024-05-03.
10. 1 2  "Freshwater Ecoregions Of the World". www.feow.org. مؤرشف من الأصل في 2017-01-16. اطلع عليه بتاريخ 2013-06-04.
11. ↑  Oxford Business Group; The Report: Papua New Guinea 2012